# Trachypithecus
Trachypithecus (Лутунг) — рід приматів фауни Старого Світу з родини мавпові (Cercopithecidae) котрі проживають в південно-східній Азії. Назва походить від грец. τρᾱχύς — «кошлатий», грец. πίθηκος — «мавпа».

## Вигляд
Досить стрункі мавпи з довгим хвостом. Колір хутра варіюється залежно від виду від чорного і сірого до оранжево-жовтого кольору. Багато видів мають хутряні малюнки і світліший низ, волосся на голові часто зведене в свого роду чепчик. Руки дуже короткі в порівнянні з ногами, а великий палець руки зменшений. Внутрішні поверхні рук і ніг голі, щоб дозволити надійного захопленню гілок. Ці тварини можуть досягати довжини тіла від 40 до 80 см і ваги 5-15 кг, самці набагато більші, ніж самиці.

## Стиль життя
Trachypithecus це лісові жителі, в основному тропічних лісів, зрідка зустрічаються в низькогірських лісах. Протягом більшої частини дня вони знаходяться на деревах, найбільша активність припадає на ранній ранок і другу половину дня. Вони живуть в групах від 5 до 20 тварин, в основному в гаремних групах, що складаються з одного самця і кількох самиць. Молоді самці повинні залишити їх рідну групу після досягнення статевої зрілості, щоб разом з іншими,  сформувати групи одних самців. Ці тварини є територіальними, які гучними криками, а при необхідності навіть силою захищають свою територію від інших груп.
Вид травоїдний, в першу чергу харчується листям, фруктами, а бруньки доповнюють їх раціон харчування. Для того, щоб переварити жорстке листя, є багатокамерний шлунок.
Після періоду від шести до семи місяців вагітності, один малюк народжується, близнюки зустрічаються рідко. Новонароджені зазвичай мають золотисто-жовте хутро. Не тільки мати піклується про молодь, але й інші самиці. Вони граються з ним, носять його і обніймають, поки мати перебуває в пошуках їжі. Молодь відлучається від молока в другому півріччі життя і досягає статевої зрілості в 4-5 років. Середня тривалість життя оцінюється лише в 20 років.

## Загрози
Розчищення тропічних лісів є головною проблемою Trachypithecus. Види роду бояться людей, уникають сіл і контрактів з людьми. Багато видів перебувають під загрозою чи критичною загрозою згідно з МСОП.

## Види
За МСОП є 16 сучасних видів роду:
- підрід Trachypithecus (Kasi) (Казі)
  - Trachypithecus johnii
  - Trachypithecus vetulus
- підрід Trachypithecus (Trachypithecus) (Лутунг)
  - Trachypithecus auratus
  - Trachypithecus barbei
  - Trachypithecus cristatus
  - Trachypithecus delacouri
  - Trachypithecus ebenus
  - Trachypithecus francoisi
  - Trachypithecus geei
  - Trachypithecus germaini
  - Trachypithecus hatinhensis
  - Trachypithecus laotum
  - Trachypithecus obscurus
  - Trachypithecus phayrei
  - Trachypithecus pileatus
  - Trachypithecus poliocephalus
  - Trachypithecus popa
  - Trachypithecus selangorensis
  - Trachypithecus shortridgei